# Phyllis Johnson
Phyllis Johnson (n. 8 decembrie 1886, Royal Tunbridge Wells, Anglia, Regatul Unit al Marii Britanii și Irlandei – d. 2 decembrie 1967, Tonbridge, Anglia, Regatul Unit) a fost o patinatoare artistică ce a reprezentat Regatul Unit al Marii Britanii și Irlandei, medaliată olimpică. A participat la 2 ediții ale Jocurilor Olimpice (1908, 1920) în care a câștigat o medalie de argint și o medalie de bronz.